# Gini-koefficient
Gini-koefficienten er et mål for graden af ulighed i en fordeling, ofte anvendt overfor en formue- eller indkomstfordeling. Koefficienten er et tal mellem 0 og 1. I en helt lige fordeling, hvor alle indkomstmodtagere har samme indkomst, er Gini-koefficienten 0.
Jo mere ulige fordelingen er, jo større vil Gini-koefficienten være. Koefficientens maksimale størrelse er 1, som angiver den situation, hvor én person tjener hele indkomsten i økonomien. Gini-koefficienten er således et samlet udtryk for indkomstulighed i et samfund, målt som andel af den maksimalt mulige ulighed. Man kan også sige, at koefficienten måler afvigelsen fra en helt lige indkomstfordeling i et land. Ofte omregnes koefficienten til et indeks (forholdstal), hvor en Gini-koefficient på 1 svarer til 100, dvs. man multiplicerer koefficienten med 100. Også dette tal benævnes Gini-koefficienten, men kan også kaldes Gini-indekset. Det kan fortolkes som procentandele af en situation med maksimal ulighed.
Gini-koefficienten er opkaldt efter den italienske statistiker Corrado Gini, der publicerede sin idé i artiklen Variabilità e mutabilità i 1912.
I mange vestlige lande, bl.a. Danmark, har Gini-koefficienten for indkomst været stigende i de sidste årtier, svarende til, at indkomsterne er blevet mere ulige fordelt.

## Beregning af Gini-koefficienten
Koefficienten beregnes ved først at opstille individer efter indkomst, begyndende med de fattigste. I et koordinatsystem kan dette plottes ind som procent af befolkningen overfor procent af den samlede indkomst. I en hypotetisk fuldstændig lige indkomstfordeling vil 10 % af befolkningen tegne sig for nøjagtig 10 % af den samlede indkomst, 20 % af befolkningen for 20 % af den samlede indkomst og så fremdeles (hvorved der fås en ret linje med hældningskoefficient 1). Arealet mellem kurven for den faktiske indkomstfordeling (kaldet Lorenz-kurven efter den amerikanske økonom Max Otto Lorenz) og kurven for den fuldstændig lige fordeling beregnes, og dette areal divideres med arealet for den fuldstændig lige fordeling (som er 1/2). Herved fås Gini-koefficienten.

## Alternative ulighedsmål
Gini-koefficienten kan være svær at fortolke. Blandt andet siger en ændring i koefficienten fra et år til et andet ikke noget om, hvor i fordelingen forholdene har ændret sig: Om det f.eks. har været blandt de fattigste, de rigeste eller midt i fordelingen. Derfor anvender man i nogle sammenhænge alternative ulighedsmål som eksempelvis Palmaforholdet, P90/10-forholdet, S80/20-forholdet eller den maksimale udjævningsprocent.

## Danske opgørelser af Gini-koefficienten
En række institutioner offentliggør regelmæssigt beregninger af Gini-koefficienten med hensyn til indkomst for den danske befolkning. Det gælder således Danmarks Statistik (årligt, bl.a. på Statistikbanken), Økonomi- og Indenrigsministeriet (således i den årlige publikation Fordeling og incitamenter), De Økonomiske Råd (normalt hvert femte år i et kapitel om indkomstfordelingen) og Arbejderbevægelsens Erhvervsråd (typisk i den årlige publikation Fordeling og Levevilkår). Lejlighedsvis opgøres også Gini-koefficienter for formuefordelingen i Danmark.
Gini-koefficienten for den danske indkomstfordeling har generelt været stigende siden 1980'erne, svarende til, at indkomstfordelingen er blevet mere ulige. Danmarks Statistik beregner således, at Gini-koefficienten er steget fra 22,1 i 1987 til 30,6 i 2023, en stigning på ca. 38 pct.

## Gini-koefficienten i EU-landene
EU's statistiske organisation Eurostat offentliggør hvert år Gini-indekset for den disponible indkomst for medlemslandene. I tabellen er vist rangordningen for 2016. Danmark var i 2001 det mest lige land blandt de undersøgte medlemslande med en Gini-koefficient på 22, men befandt sig i 2016 på en niendeplads blandt de 28 medlemmer med en Gini-koefficient på 27,7. Gennemsnittet for hele EU var 30,3.
| Placering | Land           | Gini-indeks | Undersøgelsesår |
| --------- | -------------- | ----------- | --------------- |
| 1         | Slovakiet      | 24,3        | 2016            |
| 2         | Slovenien      | 24,4        | 2016            |
| 3         | Tjekkiet       | 25,1        | 2016            |
| 4         | Finland        | 25,4        | 2016            |
| 5         | Belgien        | 26,3        | 2016            |
| 6         | Holland        | 26,9        | 2016            |
| 7         | Østrig         | 27,2        | 2016            |
| 8         | Sverige        | 27,6        | 2016            |
| 9         | Danmark        | 27,7        | 2016            |
| 10        | Ungarn         | 28,2        | 2016            |
| 11        | Malta          | 28,5        | 2016            |
| 12        | Frankrig       | 29,3        | 2016            |
| 13        | Tyskland       | 29,5        | 2016            |
| 14        | Irland         | 29,5        | 2016            |
| 15        | Polen          | 29,8        | 2016            |
| 16        | Kroatien       | 29,8        | 2016            |
| 17        | Luxembourg     | 31,0        | 2016            |
| 18        | Storbritannien | 31,5        | 2016            |
| 19        | Cypern         | 32,1        | 2016            |
| 20        | Estland        | 32,7        | 2016            |
| 21        | Italien        | 33,1        | 2016            |
| 22        | Portugal       | 33,9        | 2016            |
| 23        | Grækenland     | 34,3        | 2016            |
| 24        | Spanien        | 34,5        | 2016            |
| 25        | Letland        | 34,5        | 2016            |
| 26        | Rumænien       | 34,7        | 2016            |
| 27        | Litauen        | 37,0        | 2016            |
| 28        | Bulgarien      | 37,7        | 2016            |

## International sammenligning 2010-2017
FN's udviklingsorganisation UNDP offentliggør årligt oversigter over indkomstfordelingen i de fleste af verdens lande (hvor data stammer fra Verdensbanken). I en 2018-udgivelse med data fra perioden 2010-2017 var verdens fem mest lige lande med den laveste Gini-koefficient Aserbajdsjan (16,6), Ukraine (25,0), Slovenien (25,4), Island (25,6) og Tjekkiet (25,9). I denne opgørelse optrådte Danmark på en femtendeplads med en koefficient på 28,2.

## International sammenligning 1989-2002
I nedenstående tabel er kilden FN-publikationen "Human Development Report" for 2005, hvor data fra de enkelte lande stammer fra perioden 1989-2002. I denne opgørelse havde Danmark den laveste Gini-koefficient af alle de rapporterede lande.
| Placering | Land                   | Gini-indeks | Rigeste 10% over fattigste 10% | Rigeste 20% over fattigste 20% | Undersøgelsesår |
| --------- | ---------------------- | ----------- | ------------------------------ | ------------------------------ | --------------- |
| 1         | Danmark                | 24,7        | 8,1                            | 4,3                            | 1997            |
| 2         | Japan                  | 24,9        | 4,5                            | 3,4                            | 1993            |
| 3         | Sverige                | 25          | 6,2                            | 4                              | 2000            |
| 4         | Belgien                | 25          | 7,8                            | 4,5                            | 1996            |
| 5         | Tjekkiet               | 25,4        | 5,2                            | 3,5                            | 1996            |
| 6         | Norge                  | 25,8        | 6,1                            | 3,9                            | 2000            |
| 7         | Slovakiet              | 25,8        | 6,7                            | 4                              | 1996            |
| 8         | Bosnien og Hercegovina | 26,2        | 5,4                            | 3,8                            | 2001            |
| 9         | Usbekistan             | 26,8        | 6,1                            | 4                              | 2000            |
| 10        | Finland                | 26,9        | 5,6                            | 3,8                            | 2000            |
| 14        | Tyskland               | 28,3        | 6,9                            | 4,3                            | 2000            |
| 20        | Etiopien               | 30          | 6,6                            | 4,3                            | 1999            |
| 21        | Rumænien               | 30,3        | 8,1                            | 5,2                            | 2002            |
| 25        | Rusland                | 31          | 7,1                            | 4,8                            | 2002            |
| 34        | Frankrig               | 32,7        | 9,1                            | 5,6                            | 1995            |
| 46        | Australien             | 35,2        | 12,5                           | 7                              | 1994            |
| 51        | Storbritannien         | 36          | 13,8                           | 7,2                            | 1999            |
| 52        | Italien                | 36          | 11,6                           | 6,5                            | 2000            |
| 53        | New Zealand            | 36,2        | 12,5                           | 6,8                            | 1997            |
| 54        | Jordan                 | 36,4        | 9,1                            | 5,9                            | 1997            |
| 74        | USA                    | 40,8        | 15,9                           | 8,4                            | 2000            |
| 89        | Folkerepublikken Kina  | 44,7        | 18,4                           | 10,7                           | 2001            |
| 106       | Argentina              | 52,2        | 39,1                           | 18,1                           | 2001            |
| 121       | Sierra Leone           | 62,9        | 87,2                           | 57,6                           | 1989            |
| 122       | Botswana               | 63          | 77,6                           | 31,5                           | 1993            |
| 123       | Lesotho                | 63,2        | 105                            | 44,2                           | 1995            |
| 124       | Namibia                | 70,7        | 128,8                          | 56,1                           | 1993            |